# Apoxiomen
L'Apoxiomen (del grec ἀποξυόμενος, apoxyómenos, d'ἀποξύω, apoxýo, ‘fregar, gratar’) és un dels temes convencionals de l'escultura votiva grega; representa un atleta llevant-se la suor i la pols del cos amb un petit estri anomenat estrígil. N'hi ha dues escultures que reben aquest nom: l'Apoxiomen de Lisip i l'Apoxiomen de Croàcia.

## Apoxiomen de Lisip
És una estàtua de marbre d'època romana que es troba als Museus Vaticans. La majoria dels historiadors d'art sostenen que es tracta d'una còpia d'una altra estàtua de bronze perduda de l'antiga Grècia realitzada per Lisip cap als anys 340-330 aC, però alguns autors han qüestionat que aquesta còpia sigui similar a l'estàtua de Lisip. Fa 2,05 metres d'alçada. Una de les mans és una restauració moderna. Es tracta d'un atleta nu que es neteja d'oli amb l'estrígil. El conjunt produeix un efecte de moviment momentani. Es recolza en una cama mentre l'altra està desplaçada cap a un costat, rebent part del pes. El cap és petit i està girat de forma semblant a la del Dorífor de Policlet, obra que hagué de tenir influència en la realització d'aquesta estàtua. Va ser descobert el 1849 al barri romà del Trastevere, i a l'any següent l'arqueòleg alemany August Braun va identificar l'estàtua com la còpia d'un bronze de Lisip citat per Plini el Vell a la seva obra Història Natural:
| « | Lisip va realitzar, com hem dit, el major nombre d'estàtues de tots, amb un art molt fecund, i entre elles, un atleta que està netejant-se amb un estrígil. | » |

 L'Apoxiomen de Lisip va ser famós des de l'antiguitat; segons Plini, l'estàtua va ser consagrada per Agripa davant les termes que duen el seu nom. L'emperador Tiberi, que n'era un gran admirador, la va fer transportar a la seva habitació. El poble romà va reclamar la devolució de l'estàtua.

## Apoxiomen de Croàcia
És una estàtua de bronze datada probablement del s. II aC o de l'I aC. La trobaren el 1996 en un banc d'arena proper a l'illa croata de Vele Orjule, al sud de Lošinj. Fou descoberta el 1996 pel turista belga René Wouters mentre bussejava prop de l'illot. Fa 1,92 metres d'alçària i, a diferència de l'Apoxiomen de Lisip, té les mans més baixes, a l'altura del flanc.

## Còpia d'Efes
Una estàtua semblant a l'Apoxiomen de Croàcia es trobà el 1896 a Efes, a l'actual Turquia, i és ara al Museu d'Història de l'Art de Viena. En comparança amb la resta d'estàtues d'aquest tipus, el croat, per damunt fins i tot de la còpia de Lisip, és la millor conservada, principalment perquè la croata manté les mans al nivell del maluc i no a l'avantbraç.